# Lascabanes
Lascabanes est une ancienne commune française, située dans le département du Lot en région Occitanie. 
Elle a fusionné au sein de la commune nouvelle de Lendou-en-Quercy avec  Saint-Cyprien et Saint-Laurent-Lolmie à compter du 1er janvier 2018.

## Géographie

### Description
Village situé dans le Quercy.

### Communes limitrophes
|                                  | Barguelonne-en-Quercy               |       |
| Montcuq-en-Quercy-Blanc          | Lascabanes                          | Cézac |
| Saint-Cyprien (Lendou-en-Quercy) | Castelnau Montratier-Sainte Alauzie |       |

### Hydrographie
Le village est drainé par le Verdanson.

## Toponymie
Le toponyme Lascabanes est basé sur l'occitan las cabanas : les cabanes.

## Histoire
Le village est situé sur l'un des chemins du pèlerinage de Compostelle : sur la via Podiensis du pèlerinage de Saint-Jacques-de-Compostelle, on vient de Lhospitalet ; la prochaine commune est Montcuq, et son église Saint-Hilaire.
La commune a fusionné avec Saint-Cyprien et Saint-Laurent-Lolmie  pour former, le 1er janvier 2018, la commune nouvelle de Lendou-en-Quercy dont elle est désormais une commune déléguée

## Politique et administration

### Intercommunalité
Lescabanes avait été membre de la communauté de communes du Canton de Montcuq, un établissement public de coopération intercommunale (EPCI) à fiscalité propre créé fin 1997.
Celle-ci a fusionné avec sa voisine pour former, le 1er janvier 2014, la communauté de communes du Quercy Blanc dont Lescabanes a été membre jusqu'à son intégration au sein de la commune nouvelle de Lendou-en-Quercy.

### Liste des maires
| Période                                  | Période       | Identité                 | Étiquette | Qualité |
| ---------------------------------------- | ------------- | ------------------------ | --------- | ------- |
| Les données manquantes sont à compléter. |               |                          |           |         |
| 1802                                     | 1808          | Jean Lagineste           |           |         |
| 1809                                     | 1817          | François Jacques Barayre |           |         |
| 1817                                     | 1818          | François Taillade        |           |         |
| 1818                                     | 1834          | François Jacques Barayre |           |         |
| 1834                                     | 1838          | Antoine Combeles         |           |         |
| 1839                                     | 1852          | Jean Barayre             |           |         |
| 1852                                     | 1860          | Jean-pierre Baffallie    |           |         |
| 1860                                     | 1865          | Etienne Raynal           |           |         |
| 1865                                     | 1870          | Bernard Autefage         |           |         |
| 1870                                     | 1871          | Jean Vignals             |           |         |
| 1871                                     | 1876          | Bernard Autefage         |           |         |
| 1876                                     | 1878          | Antoine Lamouroux        |           |         |
| 1878                                     | 1890          | Jean-baptiste Denegre    |           |         |
| 1891                                     | 1892          | Jean Vignals             |           |         |
| 1892                                     | 1902          | Jean-baptiste Denegre    |           |         |
| 1902                                     | 1907          | Raymond Clary            |           |         |
| 1907                                     | 1919          | Jean Alis                |           |         |
| 1919                                     | 1959          | Henri Autefage           |           |         |
| 1959                                     | 1971          | Georges Garrigues        |           |         |
| 1971                                     | 1989          | Maurice Borredon         |           |         |
| 1989                                     | 1996          | Christian Proust         |           |         |
| 1996                                     | 2001          | Jean Fourniols           |           |         |
| 2001                                     | 2008          | Marc Espitalié           |           |         |
| 2008                                     | décembre 2017 | Bernard Vignals          |           |         |

| Période      | Période  | Identité        | Étiquette | Qualité                                                                          |
| ------------ | -------- | --------------- | --------- | -------------------------------------------------------------------------------- |
| janvier 2018 | En cours | Bernard Vignals |           | Maire de Lendou-en-Quercy (2018 → ) Président de la CC du Quercy Blanc (2020 → ) |

## Démographie
L'évolution du nombre d'habitants est connue à travers les recensements de la population effectués dans la commune depuis 1793. Pour les communes de moins de 10 000 habitants, une enquête de recensement portant sur toute la population est réalisée tous les cinq ans, les populations de référence des années intermédiaires étant quant à elles estimées par interpolation ou extrapolation. Pour la commune, le premier recensement exhaustif entrant dans le cadre du nouveau dispositif a été réalisé en 2008.

En 2015, la commune comptait 199 habitants, en évolution de +8,74 % par rapport à 2009 (Lot : +1,31 %, France hors Mayotte : +2,11 %).
| 1793 | 1800 | 1806 | 1821 | 1831 | 1836 | 1841 | 1846 | 1851 |
| ---- | ---- | ---- | ---- | ---- | ---- | ---- | ---- | ---- |
| 432  | 896  | 916  | 858  | 867  | 781  | 793  | 756  | 805  |

| 1856 | 1861 | 1866 | 1872 | 1876 | 1881 | 1886 | 1891 | 1896 |
| ---- | ---- | ---- | ---- | ---- | ---- | ---- | ---- | ---- |
| 825  | 724  | 729  | 671  | 651  | 637  | 604  | 558  | 519  |

| 1901 | 1906 | 1911 | 1921 | 1926 | 1931 | 1936 | 1946 | 1954 |
| ---- | ---- | ---- | ---- | ---- | ---- | ---- | ---- | ---- |
| 513  | 511  | 427  | 345  | 326  | 319  | 323  | 309  | 263  |

| 1962 | 1968 | 1975 | 1982 | 1990 | 1999 | 2006 | 2008 | 2013 |
| ---- | ---- | ---- | ---- | ---- | ---- | ---- | ---- | ---- |
| 235  | 198  | 173  | 161  | 157  | 167  | 180  | 184  | 199  |

| 2015 | - | - | - | - | - | - | - | - |
| ---- | - | - | - | - | - | - | - | - |
| 199  | - | - | - | - | - | - | - | - |

## Culture locale et patrimoine

### Lieux et monuments
- L'église Saint-Georges de Lascabanes ;
- L'église Saint-André d'Escayrac, construite au XVe siècle. Située sur le territoire de Lascabanes. Elle était primitivement une annexe de l'église principale ;
- Le château d'Escayrac XIIIe siècle - XIVe siècle à Escayrac [9] ;
- Le monastère des dominicaines Notre-Dame d'Escayrac, Voie du Puy-en-Velay ou Via Podiensis ;
- La chapelle Saint-Jean-le-Froid à Escayrac ;
- En contrebas de la route, une « source miraculeuse » fermée par une grille. Ses eaux furent utilisées à l’époque druidique. Le christianisme en fit un lieu de pèlerinage.

### Lascabannes dans les arts
- Dorothy, Princesse de Lascabanes, personnage de fiction interprété par l'actrice Judy Davis dans le film dramatique australien L'Œil du cyclone (2013) avec, entre autres, l'actrice Charlotte Rampling.

- La commune est mentionnée dans le livre 99 Francs de Frédéric Beigbeder au chapitre 1 , page 18.